# 彭纳投影

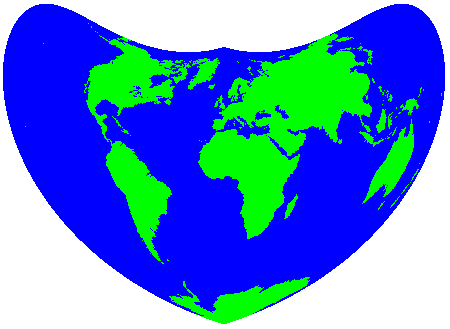
彭纳投影

彭纳投影，又称等积准圆锥投影，有时也被称为“战争档案投影”（Dépôt de la Guerre projection）或“西尔维纳斯投影”（Sylvanus projection）。该投影法的命名来自常常使用该方法的法国水利工程师彭纳(Rigobert Bonne)。
该投影法的纬线为同心圆弧，圆心位于中央经线上；中心经线以及一根特殊的标准纬线保持为直线，其余经线为对称于中央经线的曲线。通过变更中心经线，可以绘制不同的映射地图。彭纳投影中的面积与实际面积相等，没有面积变形；中央经线及标准纬线没有变形，离这两条线越远，变形越大。全尺寸的彭纳投影地图是一个复杂的心形图案。
现在彭纳投影多用于编制小比例尺的大洲图。